# Cuniberto di Colonia
Cuniberto o Cuniperto (590/600 – Colonia, 12 novembre 663) è stato vescovo di Colonia dall'anno 623 ed è venerato come santo dalla Chiesa cattolica.

## Biografia
Nel 629 fu consigliere di Dagoberto I, re di Austrasia, dal 634 governò il paese durante la minorità di Sigeberto III, figlio di Dagoberto.
Ricoprì il ruolo di Vescovo di Colonia dal 627 alla sua morte.
Incoraggiò l'attività missionaria in Frisia e fondò numerosi monasteri e chiese.
È sepolto nella basilica del monastero di San Cuniberto a Colonia.

## Culto
La memoria liturgica di san Cuniberto si celebra il 12 novembre.
Dal Martirologio Romano: «A Colonia nell'Austrasia, ora in Germania, san Cuniberto, vescovo, che dopo le invasioni barbariche rinnovò nella città e in tutto il territorio la vita ecclesiastica e la pietà dei fedeli».